# Louis Lemaître
Pour les articles homonymes, voir Lemaître.
Louis Lemaître, né le 28 février 1815 à Montivilliers et mort le 12 janvier 1891 au Havre, est un architecte français.

## Biographie
Né le 28 février 1815 à Montivilliers, une commune de Seine-Inférieure voisine du Havre, Louis-Jean Lemaître est le fils de Catherine-Hyacinthe Hérault, couturière, et de Louis-Philippe Lemaître, ouvrier-serrurier.
Après avoir divers métiers, comme celui de métallurgiste et après avoir travaillé sur le port du Havre, Louis Lemaître commence sa carrière d'architecte sous la Monarchie de Juillet. En 1846, il habite au no 73 du quai d'Orléans (actuel quai Georges V), au Havre. Le 13 août 1846, il épouse la fille d'un quincailler, Julie-Alexandrine Fanonnel (1829-1856).
En mars 1848, Lemaître sollicite auprès du maire du Havre la place d'architecte de la ville en remplacement de Charles-Fortuné-Louis Brunet-Debaines, mais il n'est pas retenu. Il devra donc se contenter de commandes privées, tandis que Brunet-Debaines reprend finalement son poste en 1850.
Veuf depuis le 2 février 1856, Lemaître épouse en secondes noces Victorine-Maria Leger le 1er juin 1857. Âgée de vingt ans de moins que son époux, Victorine appartient à une famille de négociants armateurs. Lemaître habite alors au no 1 de la rue de l'Hôtel-de-ville.
En 1857, Lemaître est l'architecte de la compagnie de la compagnie des docks-entrepôts. Il conçoit plusieurs équipements portuaires, comme le pont tournant séparant le bassin de l'Eure de l'avant-port ainsi qu'un sémaphore en bois remplaçant la tour François Ier détruite en 1861.
Dans les années 1870, Lemaître un réalise un projet de cité ouvrière imaginé par Jules Siegfried. Soixante-dix maisons jumelées sont ainsi élevées selon ses plans de part et d'autre d'une nouvelle voie (rue de la Cité Havraise) située entre la rue de Trigauville et la rue de Normandie (actuelle rue Aristide Briand).
Sa plus grande réalisation, malheureusement détruite lors du bombardement du Havre en 1944, est le palais de la Bourse, dont la première pierre a été posée le 2 mars 1878 et dont l'inauguration a eu lieu le 29 septembre 1880. Lemaître avait été choisi par la chambre de commerce dès 1861-1862, mais des difficultés de financement puis la Guerre franco-allemande de 1870 avaient ajourné le projet pendant plus d'une décennie.
L'hôtel de la sous-préfecture du Havre, élevé en 1859, est attribué, selon les sources, à Brunet-Debaines ou à Louis Lemaître,.
Le 23 janvier 1881, Lemaître est élu maire de la commune de Sainte-Adresse, par 12 voix sur 13. Il remplit ces fonctions jusqu'en 1886.
Âgé de 75 ans, il meurt le 12 janvier 1891 en son domicile du no 4 de la rue de la Paix, au Havre.

## Principales réalisations
Sauf mention contraire, tous les bâtiments suivants ont été édifiés au Havre :
- 1847 : Bourse Lloyd Commercial (devenue Brasserie universelle en 1869), 16 ancienne rue de la Comédie (rue Robert de la Villehervé), détruite en 1944[7].
- 1861-1865 : Annexe et chapelle de l'hospice des Petites Sœurs des pauvres (Maison Saint-Joseph), 15 rue Foubert, détruits en 1994[7].
- 1864 : Aménagement d'une synagogue ashkénaze au 1er étage de l'hôtel Grégoire, 36 rue du Grand Croissant, détruit en 1944[7].
- 1876 : Maisons jumelées de la Société havraise des cités ouvrières, rue de la Cité Havraise.
- 1878-1880 : Palais de la Bourse, entre la place du Commerce (place Jules Ferry) et la place de la Sous-Préfecture (place Sadi Carnot), détruit en 1944[7].
- 1889-1890 : Siège social de la compagnie des Chargeurs réunis, 99 boulevard de Strasbourg[7].

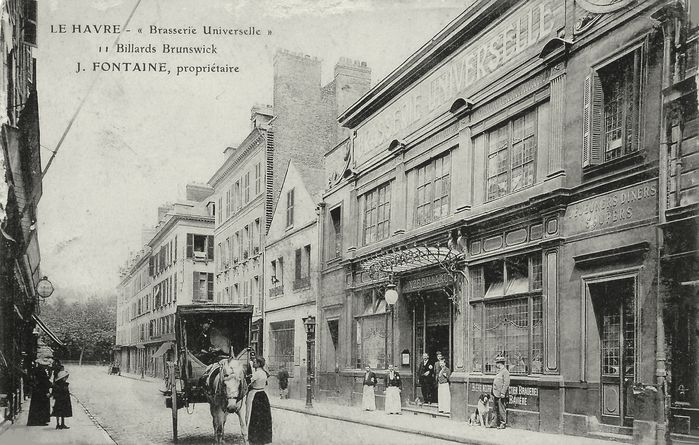
Brasserie universelle.
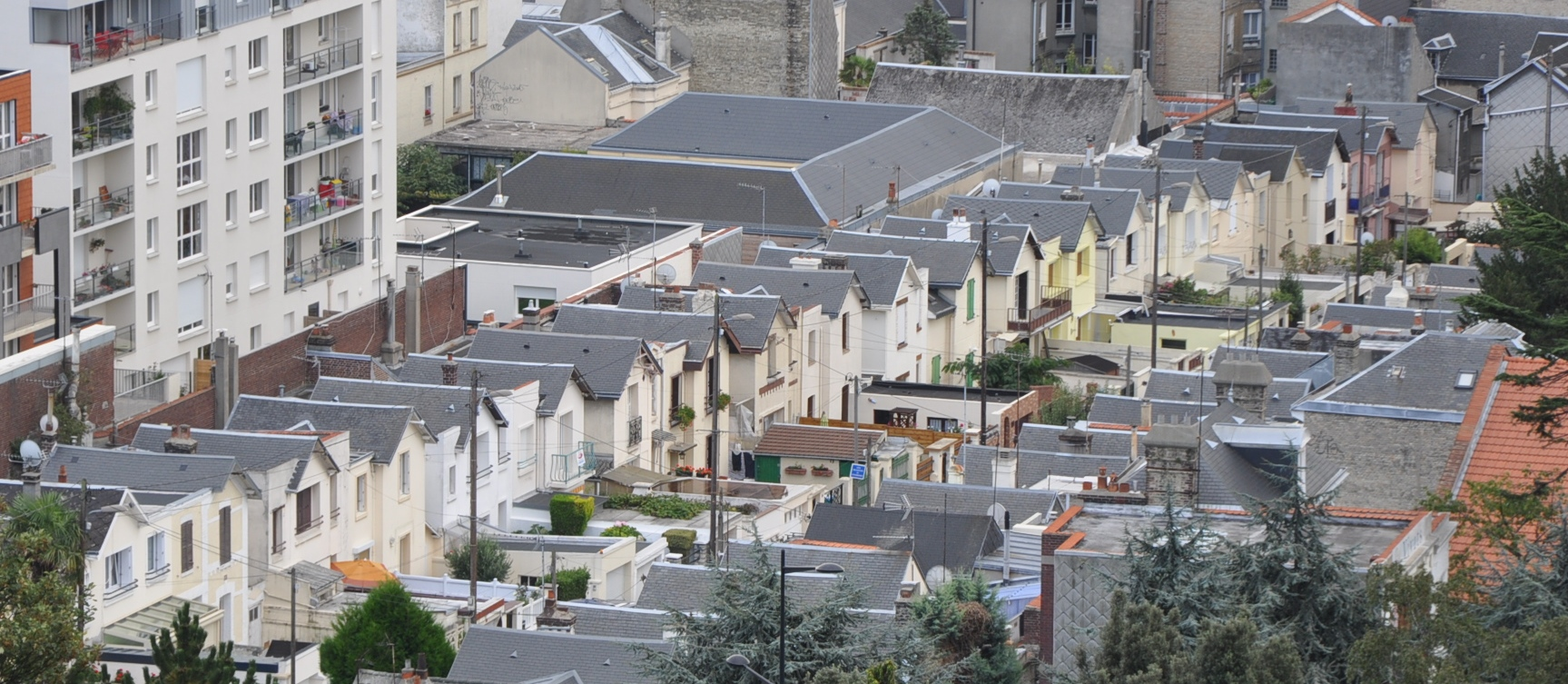
Cité ouvrière, rue de la Cité Havraise.
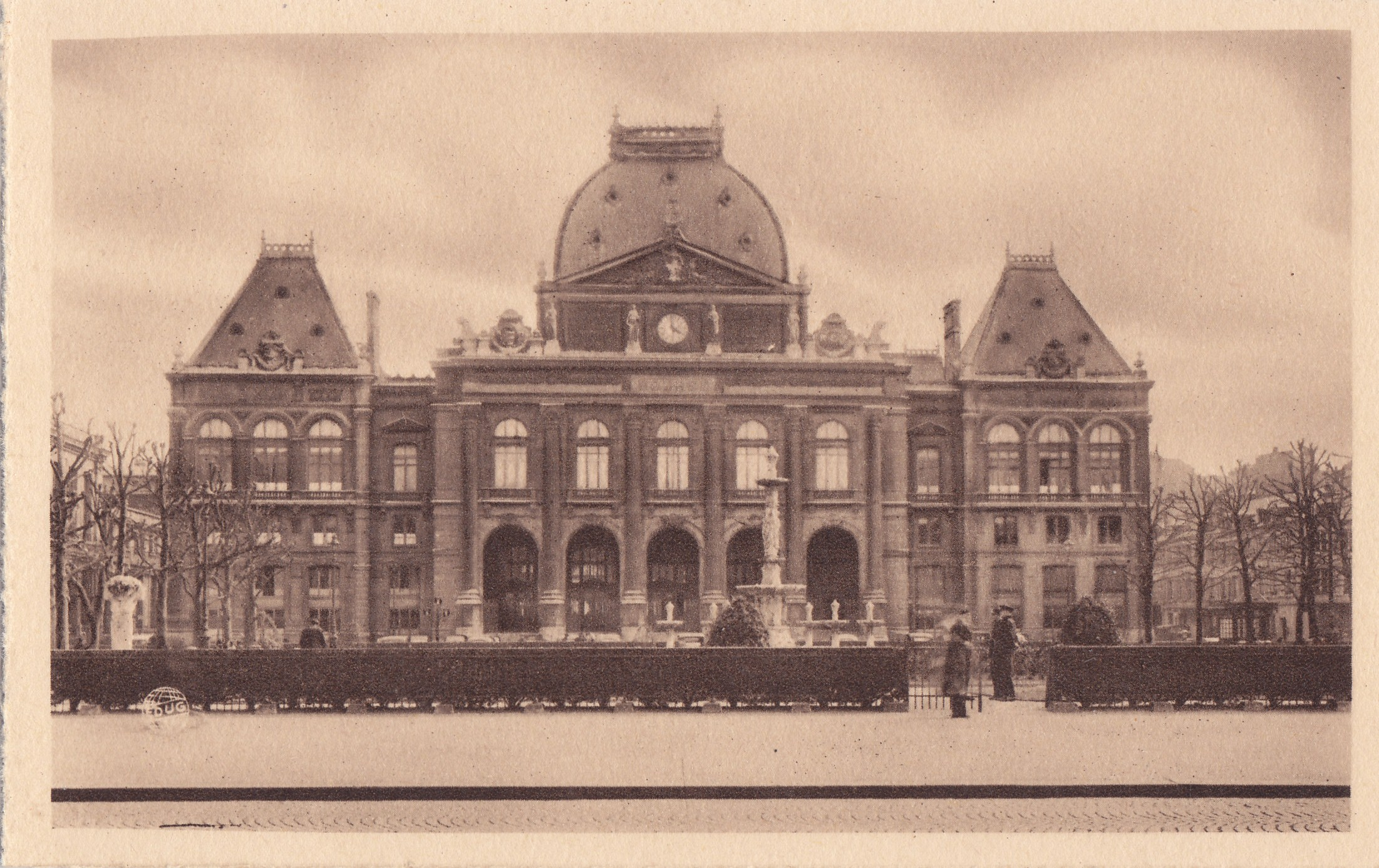
Palais de la Bourse.
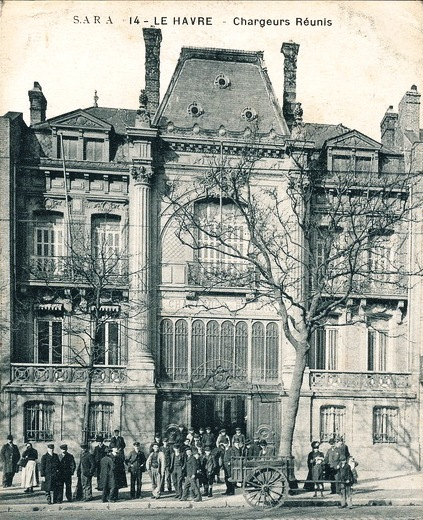
Siège social des Chargeurs réunis.